# Grigorij Żyslin
Grigorij Jefimowicz Żyslin (ros. Григорий Ефимович Жислин; ur. 14 maja 1945 w Leningradzie, zm. 2 maja 2017 w Berlinie) – rosyjski skrzypek, altowiolista i pedagog; w 1990 osiedlił się w Londynie.

## Życiorys
W 1969 ukończył studia w Konserwatorium Moskiewskim w klasie skrzypiec Jurija Jankielewicza; w 1971 zrobił aspiranturę. W 1967, w wieku 22 lat, zdobył pierwszą nagrodę na Konkursie im. Niccolò Paganiniego w Genui oraz srebrny medal na Konkursie im. Królowej Elżbiety Belgijskiej w Brukseli.
Jako solista koncertował na całym świecie współpracując z renomowanymi orkiestrami, m.in. z Filharmonią Petersburską, Filharmonią Moskiewską, Filharmonią Narodową w Warszawie, Filharmonią Krakowską i Sinfonia Varsovia oraz z Orkiestrą Gewandhaus z Lipska, Sächsische Staatskapelle Dresden, Wiener Symphoniker, Royal Philharmonic Orchestra, Bergen Harmonies. Występował pod kierunkiem słynnych dyrygentów, takich jak: Mariss Jansons, Neeme Järvi, Mario Rossi, Eri Klas, Kiriłł Kondraszyn, Andrew Litton, Tadeusz Strugała, Herbert Blomstedt, Jurij Tiemirkanow, Aldo Ceccato i inni.
Współpracował z wybitnymi kompozytorami muzyki współczesnej, m.in. Alfredem Sznitke, Edisonem Denisowem, Sofiją Gubajduliną i Krzysztofem Pendereckim, który dedykował mu Cadenzę per viola sola (1984) i powierzył wykonanie Koncertu na altówkę w wersji z orkiestrą kameralną (1985). Ponadto nagrał albumy zawierające wszystkie utwory Pendereckiego na skrzypce i altówkę. Repertuar Żyslina obejmował wiele utworów literatury skrzypcowej i altówkowej z różnych epok, w tym blisko 100 koncertów. Był ceniony za wirtuozerię i brawurową maestrię wykonania. Zdobył uznanie jako wybitny wykonawca dzieł Niccolò Paganiniego.
Prowadził szeroką działalność pedagogiczną, którą rozpoczął jeszcze przed emigracją. W 1971 wykładał w Konserwatorium w Charkowie, w latach 1973–1975 w Konserwatorium Moskiewskim, a w 1978 w Instytucie Muzyczno-Pedagogicznym im. Gniesinych w Moskwie. Od 1990 był profesorem skrzypiec i altówki w Royal College of Music w Londynie i profesorem skrzypiec Hochschule für Musik Würzburg oraz profesorem wizytującym w Finlandii, Norwegii i Polsce. Prowadził także kursy mistrzowskie w Niemczech, Chorwacji, Polsce, Włoszech, Francji, Norwegii, Hiszpanii, Stanach Zjednoczonych i Australii. Zasiadał w jury konkursów: im. Y. Menuhina w Folkestone, im. N. Paganinego w Genui i im. H. Wieniawskiego w Poznaniu.